# ジェフリー・スミス
ジェフリー・スミス（Jeffery Smith、1955年9月14日 - 2012年9月）は、アメリカのバリトン・ジャズ・ボーカル・レコーディング・アーティストであり、おそらくシャーリー・ホーンがプロデュースした独特なデビュー・アルバムや、彼自身のプロデュースによるレコード、『Down Here Below』や、『タイム』誌の全ページレビューで「今年の最も重要なアルバム」として賞賛された『A Little Sweeter』など、ヴァーヴからのアルバムで最もよく知られている。
ジェフリー・スミスの音楽的キャリアには、クロード・ボリング・ビッグ・バンドによる2つのワールド・ツアーと4枚のアルバム、ウィントン・マルサリスとジャズ・アット・リンカーン・センター・オーケストラとのジャズ・アット・リンカーン・センターでのパフォーマンス、ルイ・アームストロングへのトリビュート、そしてダイアン・リーヴス、ケニー・バロン、レジーナ・カーター、ジョー・ロヴァーノ、ディー・ディー・ブリッジウォーター、T・K・ブルーなど、さまざまなアーティストたちとのコラボレーションが含まれている。スミスはまた、ニューヨーク州北部でジャズを啓蒙している非営利音楽組織である「Tri-Loxodonta Productions」の創設者にしてディレクターも務めた。
17歳でニューヨークからサンディエゴに移り、そこで15年間を過ごした。彼は当時、劇場やテレビの仕事をしていた。1983年になって、ニューヨークへと戻った。そして1991年9月に自身の人生を変えたいと思い、フランスのパリに移住した。

## ディスコグラフィ

### リーダー・アルバム
- 『ラモナ』 - Ramona (1995年、Gitanes/Verve) ※with シャーリー・ホーン
- A Little Sweeter (1997年、Verve)
- Down Here Below (1999年、Verve)